# Kovářov (Potštát)
Kovářov (německy Schmiedsau) je část města Potštát v okrese Přerov. Nachází se na severovýchodě Potštátu. Kovářovem protéká Kovářovský potok. V Kovářově se nachází kaple Panny Marie.

## Další informace

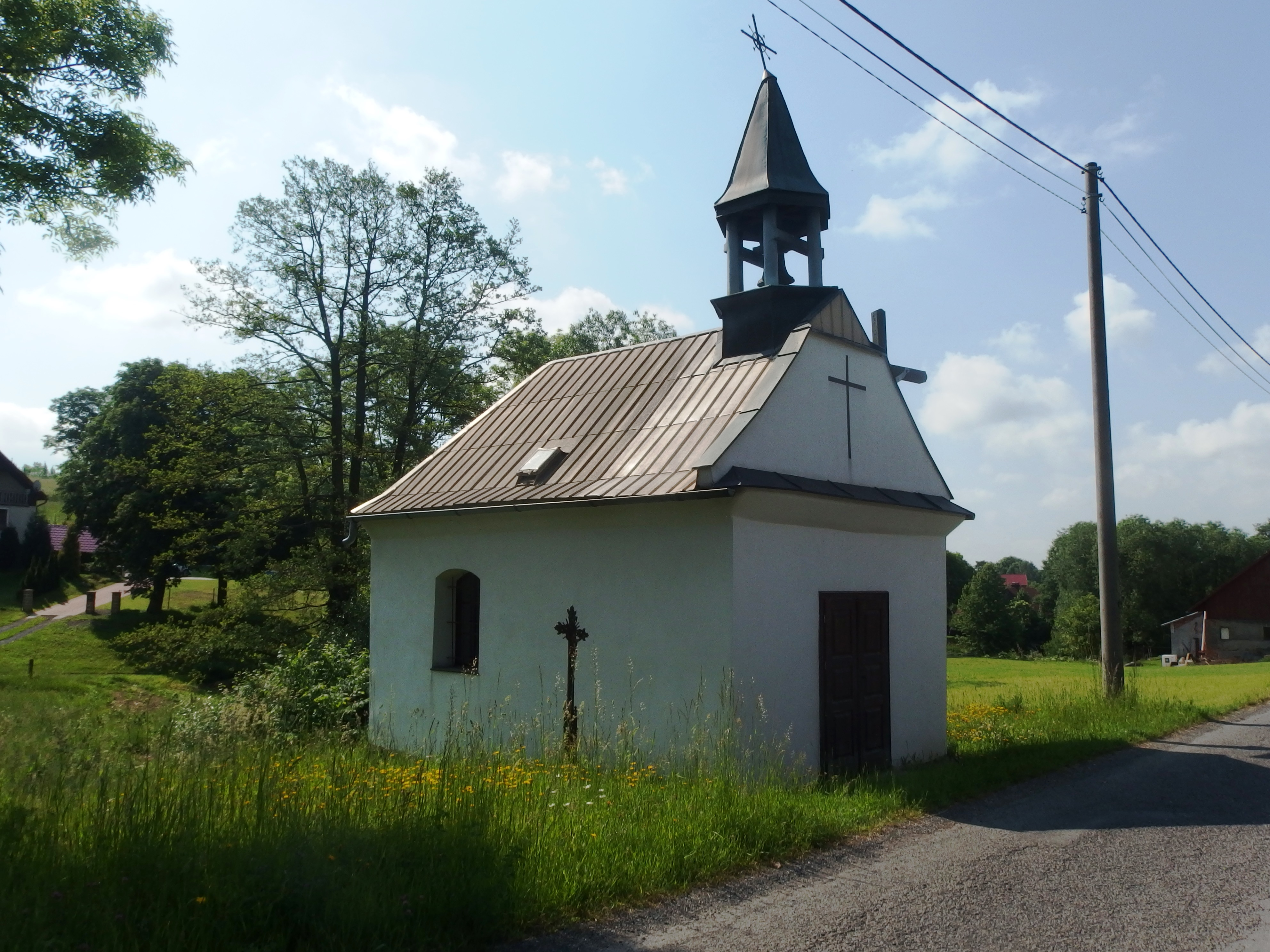
Kaple Panny Marie

V roce 2009 zde bylo evidováno 57 adres. V roce 2001 zde trvale žilo 130 obyvatel.
Kovářov leží v katastrálním území Kovářov u Potštátu o rozloze 3,92 km2.